# Stina Wirsén

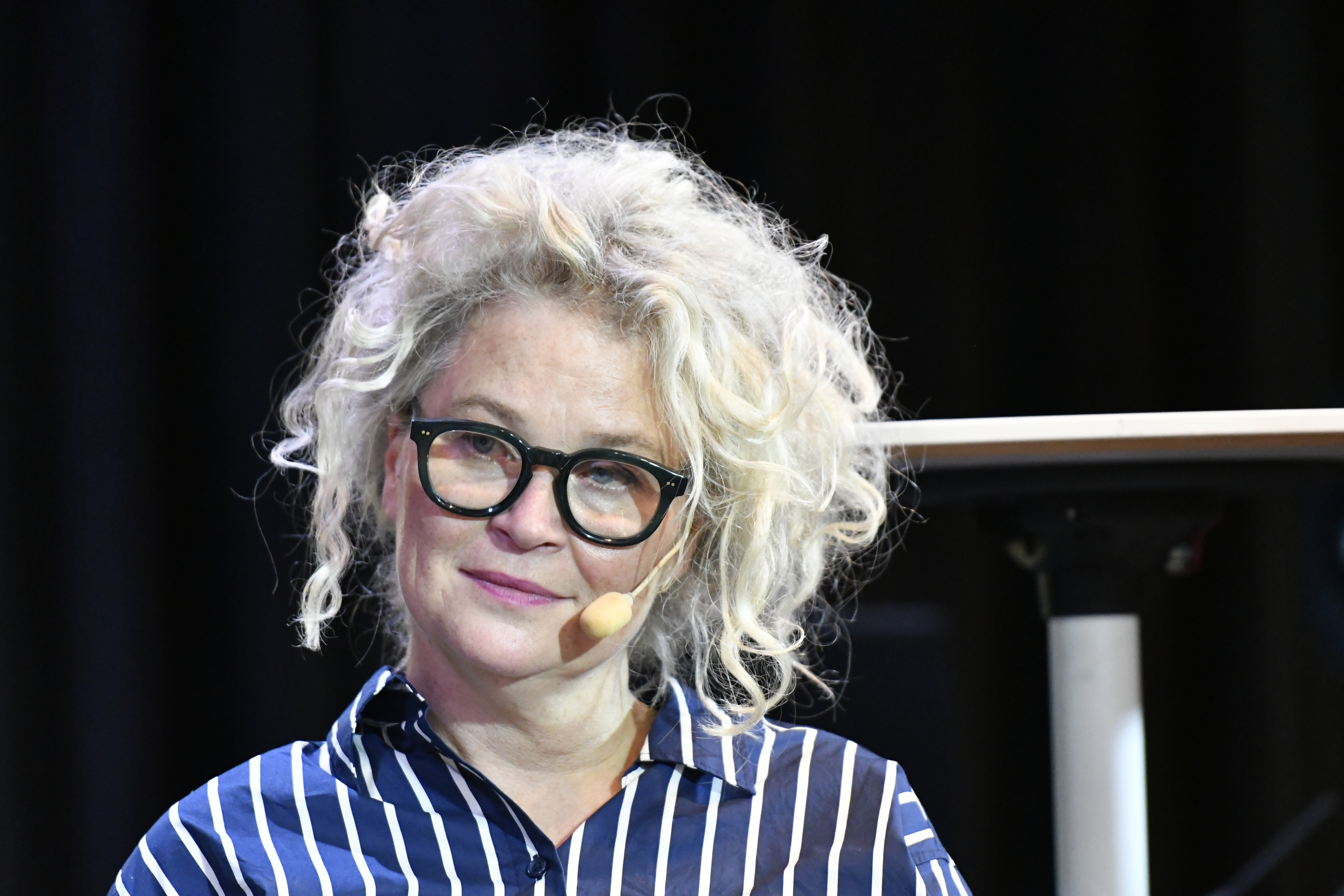
Stina Wirsén (2024)

Stina Wirsén (* 1968 in Stockholm) ist eine schwedische Zeichnerin und Illustratorin.

## Leben
Sie erhielt ihre Ausbildung an der Kunsthochschule Konstfack in Stockholm, Abgangsklasse 1992. Seit 1997 ist sie Chefillustratorin bei der schwedischen Tageszeitung Dagens Nyheter. Für die Leser der Dagens Nyheter wurde sie bekannt durch ihre zahlreichen Modeillustrationen, aber auch durch Karikaturen und Reiseberichte. Stina Wirsén machte auch durch ihre Kinderbuchillustrationen auf sich aufmerksam.
Ihr Stil ist minimal, aber sehr treffend. Mit wenigen Pinsel- oder Stiftstrichen gelingt es ihr, das Wesentliche einzufangen. In einem Radiointerview antwortete sie auf die Frage, wie schnell sie denn eine Zeichnung produziere: „Es geht sehr schnell, aber viele Zeichnungen landen auch im Papierkorb.“
Heute gehört Stina Wirsén zu den populärsten Zeichnern in Schweden mit Aufträgen für IKEA und viele in- und ausländische Zeitschriften sowie Magazine. Auch für Telia zeichnete sie zeitweise.

## Auszeichnungen
Im Laufe der Jahre hat sie mehrere Auszeichnungen und Preise erhalten, darunter:
- Gold- und Silbermedaillen der The Society of Newspaper Design, 1997–2001
- Auszeichnung der Society of Scandinavian Illustrators
- Elsa Beskow-Plakette als beste Kinderbuchillustratorin, 2000
- Bilderbuchpreis Huckepack für Klein, 2017

## Werke
- Jag har fått en klocka! 1991
- Sakboken 1995
- Djurboken 1995
- Liten och stor 1995
- Rut och Knut ställer ut 1999 (zusammen mit Carin Wirsén)
- Rita och måla med Rut och Knut 2003
- Vems byxor? 2005
- Vem är arg? 2005
- Vem Bestämmer? 2006
- Historien om Bodri 2019 (zusammen mit Hédi Fried)